# 5e étape du Tour de France 2007
Pour un article plus général, voir Tour de France 2007.
La 5e étape du Tour de France 2007 s'est déroulée le 12 juillet. Le parcours de 184 kilomètres relie Chablis à Autun.

## Communes traversées

### Yonne
Chablis, Lichères-près-Aigremont, Nitry, Joux-la-Ville, Lucy-le-Bois, Avallon, Domecy-sur-Cure.

### Nièvre
Bazoches, Pouques-Lormes, Lormes, Cervon, Mouron-sur-Yonne, Montreuillon, Blismes, Châtin, Château-Chinon, Arleuf
Glux-en-Glenne.

### Saône-et-Loire
Saint-Léger-sous-Beuvray, Etang-sur-Arroux, Mesvres, Autun.

## Classement de l'étape
| \| Classement de l'étape \| Classement de l'étape \| Classement de l'étape \| Classement de l'étape \| Classement de l'étape \| \| Coureur \| Coureur \| Pays \| Équipe \| Temps \| \| --------------------- \| --------------------- \| --------------------- \| ------------------------------- \| --------------------- \| \| 1er \| Filippo Pozzato \| Italie \| Liquigas \| 4 h 39 min 01 s \| \| 2e \| Óscar Freire \| Espagne \| Rabobank \| + 0 s \| \| 3e \| Daniele Bennati \| Italie \| Lampre-Fondital \| + 0 s \| \| 4e \| Kim Kirchen \| Luxembourg \| T-Mobile \| + 0 s \| \| 5e \| Erik Zabel \| Allemagne \| Team Milram \| + 0 s \| \| 6e \| George Hincapie \| États-Unis \| Discovery Channel \| + 0 s \| \| 7e \| Cristian Moreni \| Italie \| Cofidis-Le Crédit par Téléphone \| + 0 s \| \| 8e \| Stefan Schumacher \| Allemagne \| Gerolsteiner \| + 0 s \| \| 9e \| Bram Tankink \| Pays-Bas \| Quick Step-Innergetic \| + 0 s \| \| 10e \| Jérôme Pineau \| France \| Bouygues Telecom \| + 0 s \| |                   |            |                                 |                 |
| |                   |            |                                 |                 |
| |                   |            |                                 |                 |
| Classement de l'étape |                   |            |                                 |                 |
| Coureur | Coureur           | Pays       | Équipe                          | Temps           |
| 1er | Filippo Pozzato   | Italie     | Liquigas                        | 4 h 39 min 01 s |
| 2e | Óscar Freire      | Espagne    | Rabobank                        | + 0 s           |
| 3e | Daniele Bennati   | Italie     | Lampre-Fondital                 | + 0 s           |
| 4e | Kim Kirchen       | Luxembourg | T-Mobile                        | + 0 s           |
| 5e | Erik Zabel        | Allemagne  | Team Milram                     | + 0 s           |
| 6e | George Hincapie   | États-Unis | Discovery Channel               | + 0 s           |
| 7e | Cristian Moreni   | Italie     | Cofidis-Le Crédit par Téléphone | + 0 s           |
| 8e | Stefan Schumacher | Allemagne  | Gerolsteiner                    | + 0 s           |
| 9e | Bram Tankink      | Pays-Bas   | Quick Step-Innergetic           | + 0 s           |
| 10e | Jérôme Pineau     | France     | Bouygues Telecom                | + 0 s           |

## Classement général
Arrivé au sein du peloton, le Suisse Fabian Cancellara (CSC) conserve son maillot jaune de leader du classement général. La victoire d'étape de l'Italien Filippo Pozzato (Liquigas) lui permet de remonter au classement à la troisième place à 39 secondes derrière l'Allemand Andreas Klöden (Astana) toujours à 33 secondes du leader. Ont disparu du top 10 les sprinteurs Tom Boonen (Quick Step-Innergetic) et Thor Hushovd (Crédit Agricole) ainsi que le Français Sylvain Chavanel et l'Anglais Bradley Wiggins (Cofidis-Le Crédit par Téléphone). Le grand perdant de la journée est cependant le Kazakh Alexandre Vinokourov (Astana) victime d'une chute et qui perd une minute et vingt secondes.
| \| Classement général \| Classement général \| Classement général \| Classement général \| Classement général \| \| Coureur \| Coureur \| Pays \| Équipe \| Temps \| \| ------------------ \| ------------------ \| ------------------ \| --------------------- \| ------------------ \| \| 1er \| Fabian Cancellara \| Suisse \| CSC \| 24 h 28 min 57 s \| \| 2e \| Andreas Klöden \| Allemagne \| Astana \| + 33 s \| \| 3e \| Filippo Pozzato \| Italie \| Liquigas \| + 35 s \| \| 4e \| David Millar \| Royaume-Uni \| Saunier Duval-Prodir \| + 41 s \| \| 5e \| George Hincapie \| États-Unis \| Discovery Channel \| + 43 s \| \| 6e \| Vladimir Gusev \| Russie \| Discovery Channel \| + 45 s \| \| 7e \| Vladimir Karpets \| Russie \| Caisse d'Épargne \| + 46 s \| \| 8e \| Mikel Astarloza \| Espagne \| Euskaltel-Euskadi \| + 49 s \| \| 9e \| Thomas Dekker \| Pays-Bas \| Rabobank \| + 51 s \| \| 10e \| Benoît Vaugrenard \| France \| La Française des jeux \| + 52 s \| |                   |             |                       |                  |
| |                   |             |                       |                  |
| |                   |             |                       |                  |
| Classement général |                   |             |                       |                  |
| Coureur | Coureur           | Pays        | Équipe                | Temps            |
| 1er | Fabian Cancellara | Suisse      | CSC                   | 24 h 28 min 57 s |
| 2e | Andreas Klöden    | Allemagne   | Astana                | + 33 s           |
| 3e | Filippo Pozzato   | Italie      | Liquigas              | + 35 s           |
| 4e | David Millar      | Royaume-Uni | Saunier Duval-Prodir  | + 41 s           |
| 5e | George Hincapie   | États-Unis  | Discovery Channel     | + 43 s           |
| 6e | Vladimir Gusev    | Russie      | Discovery Channel     | + 45 s           |
| 7e | Vladimir Karpets  | Russie      | Caisse d'Épargne      | + 46 s           |
| 8e | Mikel Astarloza   | Espagne     | Euskaltel-Euskadi     | + 49 s           |
| 9e | Thomas Dekker     | Pays-Bas    | Rabobank              | + 51 s           |
| 10e | Benoît Vaugrenard | France      | La Française des jeux | + 52 s           |

## Classements annexes
| Classement par points | Classement par points | Classement par points | Classement par points | Classement par points |
| Coureur               | Coureur               | Pays                  | Équipe                | Points                |
| --------------------- | --------------------- | --------------------- | --------------------- | --------------------- |
| 1er                   | Erik Zabel            | Allemagne             | Team Milram           | 102 pts               |
| 2e                    | Tom Boonen            | Belgique              | Quick Step-Innergetic | 98 pts                |
| 3e                    | Robbie McEwen         | Australie             | Predictor-Lotto       | 84 pts                |
| 4e                    | Óscar Freire          | Espagne               | Rabobank              | 84 pts                |
| 5e                    | Robert Hunter         | Afrique du Sud        | Barloworld            | 83 pts                |

| Classement par points | Classement par points | Classement par points | Classement par points | Classement par points |
| Coureur               | Coureur               | Pays                  | Équipe                | Points                |
| --------------------- | --------------------- | --------------------- | --------------------- | --------------------- |
| 1er                   | Erik Zabel            | Allemagne             | Team Milram           | 102 pts               |
| 2e                    | Tom Boonen            | Belgique              | Quick Step-Innergetic | 98 pts                |
| 3e                    | Robbie McEwen         | Australie             | Predictor-Lotto       | 84 pts                |
| 4e                    | Óscar Freire          | Espagne               | Rabobank              | 84 pts                |
| 5e                    | Robert Hunter         | Afrique du Sud        | Barloworld            | 83 pts                |

| Classement de la montagne | Classement de la montagne | Classement de la montagne | Classement de la montagne       | Classement de la montagne |
| Coureur                   | Coureur                   | Pays                      | Équipe                          | Points                    |
| ------------------------- | ------------------------- | ------------------------- | ------------------------------- | ------------------------- |
| 1er                       | Sylvain Chavanel          | France                    | Cofidis-Le Crédit par Téléphone | 37 pts                    |
| 2e                        | Philippe Gilbert          | Belgique                  | La Française des jeux           | 23 pts                    |
| 3e                        | William Bonnet            | France                    | Crédit Agricole                 | 15 pts                    |
| 4e                        | Giampaolo Cheula          | Italie                    | Barloworld                      | 10 pts                    |
| 5e                        | Stéphane Augé             | France                    | Cofidis-Le Crédit par Téléphone | 9 pts                     |

| Classement de la montagne | Classement de la montagne | Classement de la montagne | Classement de la montagne       | Classement de la montagne |
| Coureur                   | Coureur                   | Pays                      | Équipe                          | Points                    |
| ------------------------- | ------------------------- | ------------------------- | ------------------------------- | ------------------------- |
| 1er                       | Sylvain Chavanel          | France                    | Cofidis-Le Crédit par Téléphone | 37 pts                    |
| 2e                        | Philippe Gilbert          | Belgique                  | La Française des jeux           | 23 pts                    |
| 3e                        | William Bonnet            | France                    | Crédit Agricole                 | 15 pts                    |
| 4e                        | Giampaolo Cheula          | Italie                    | Barloworld                      | 10 pts                    |
| 5e                        | Stéphane Augé             | France                    | Cofidis-Le Crédit par Téléphone | 9 pts                     |

| Classement du meilleur jeune | Classement du meilleur jeune | Classement du meilleur jeune | Classement du meilleur jeune | Classement du meilleur jeune |
| Coureur                      | Coureur                      | Pays                         | Équipe                       | Temps                        |
| ---------------------------- | ---------------------------- | ---------------------------- | ---------------------------- | ---------------------------- |
| 1er                          | Vladimir Gusev               | Russie                       | Discovery Channel            | 24 h 29 min 42 s             |
| 2e                           | Thomas Dekker                | Pays-Bas                     | Rabobank                     | + 6 s                        |
| 3e                           | Benoît Vaugrenard            | France                       | La Française des jeux        | + 7 s                        |
| 4e                           | Alberto Contador             | Espagne                      | Discovery Channel            | + 10 s                       |
| 5e                           | Linus Gerdemann              | Allemagne                    | T-Mobile                     | + 13 s                       |

| Classement du meilleur jeune | Classement du meilleur jeune | Classement du meilleur jeune | Classement du meilleur jeune | Classement du meilleur jeune |
| Coureur                      | Coureur                      | Pays                         | Équipe                       | Temps                        |
| ---------------------------- | ---------------------------- | ---------------------------- | ---------------------------- | ---------------------------- |
| 1er                          | Vladimir Gusev               | Russie                       | Discovery Channel            | 24 h 29 min 42 s             |
| 2e                           | Thomas Dekker                | Pays-Bas                     | Rabobank                     | + 6 s                        |
| 3e                           | Benoît Vaugrenard            | France                       | La Française des jeux        | + 7 s                        |
| 4e                           | Alberto Contador             | Espagne                      | Discovery Channel            | + 10 s                       |
| 5e                           | Linus Gerdemann              | Allemagne                    | T-Mobile                     | + 13 s                       |

| Classement par équipes | Classement par équipes | Classement par équipes | Classement par équipes |
| Équipe                 | Équipe                 | Pays                   | Temps                  |
| ---------------------- | ---------------------- | ---------------------- | ---------------------- |
| 1re                    | CSC                    | Danemark               | 73 h 29 min 08 s       |
| 2e                     | Discovery Channel      | États-Unis             | + 3 s                  |
| 3e                     | Caisse d'Épargne       | Espagne                | + 16 s                 |
| 4e                     | T-Mobile               | Allemagne              | + 43 s                 |
| 5e                     | Rabobank               | Pays-Bas               | + 45 s                 |

| Classement par équipes | Classement par équipes | Classement par équipes | Classement par équipes |
| Équipe                 | Équipe                 | Pays                   | Temps                  |
| ---------------------- | ---------------------- | ---------------------- | ---------------------- |
| 1re                    | CSC                    | Danemark               | 73 h 29 min 08 s       |
| 2e                     | Discovery Channel      | États-Unis             | + 3 s                  |
| 3e                     | Caisse d'Épargne       | Espagne                | + 16 s                 |
| 4e                     | T-Mobile               | Allemagne              | + 43 s                 |
| 5e                     | Rabobank               | Pays-Bas               | + 45 s                 |

### Combativité
Sylvain Chavanel